# Ivánc
Ivánc (Duits:  Iweinstal) is een plaats (község) en gemeente in het Hongaarse comitaat Vas. Ivánc telt 709 inwoners (2001).

## Geboren
- Graaf Antal Sigray (1879-1947), pro-Habsburgs politicus